# 台湾高校实训教学中心
台湾高校实训教学中心是一个位于中华人民共和国浙江省玉环市沙门镇跨界自造融创园的台湾高校实训教学实践基地。在该中心学习的实训生均来自台湾高校，在玉环进行一学年的学习和实训，在当地开展学习、实践活动。台湾大葉大學为首所入驻该中心的台湾学校。

## 背景
为了落实浙江省政府实施的《浙江省贯彻〈关于促进两岸经济文化交流合作的若干措施〉的实施意见》（简称浙江省“惠台76条”），玉环跨界自造融创园于2018年7月开园。这一园区是浙江省“惠台76条”出台后，首个正式落地的两岸青年创业交流项目。园区位于玉环市沙门镇滨港工业城，占地面积约10亩，设立多个青年创业基地与中心，为浙台（玉环）经贸合作区的一部分。据统计，该园区成立以来已有超过50位台湾青年参与这一项目，并签订合作协议十余项、促成近2亿元的投资。台湾高校实训教学中心就设于这一园区内。

## 成立
2019年3月29日，台湾高校实训教学中心正式挂牌成立。首批参与实训的15名学生均来自台湾大葉大學，该大学也是首所入驻该中心的台湾学校。该校设计暨艺术学院院长黄子坤表示：“在连续两年携手融创园成功举办暑期实习营基础上，我们对当地人缘、地缘和产业都有一定了解，玉环对台资源丰富、产业互补很强，希望通过合作增强两岸青年人才互动交流。”启动仪式后还举办了“智联两地·共话发展”主题沙龙，玉环的部分青年企业家和台湾高校师生参加了这一沙龙。
台湾高校实训教学中心首任负责人为蔡幸爵。该中心将采用“3+1”的教学模式，在台湾高校进行3学年的学习的学生，来到玉环进行1学年的课程学习和工作实训，并深入玉环的企业、乡村等领域开展实践活动。
2019年6月26日，首期班培训结束。